# Amphinemura auriculata
Amphinemura auriculata är en bäcksländeart som beskrevs av Du och Wang 2007. Amphinemura auriculata ingår i släktet Amphinemura och familjen kryssbäcksländor. Inga underarter finns listade i Catalogue of Life.